# Nyíregyháza
Nyíregyháza je sedmo največje mesto na Madžarskem z okoli 120.000 prebivalci in sedež Županije Szabolcs-Szatmár-Bereg oz. njene podregije Nyíregyházai.
Tu se nahaja Letališče Nyíregyháza in Városi Stadion (16.500 mest), domači stadion Nyíregyháza Spartacus.